# دکتر اسلیپ (رمان)
دکتر اسلیپ (به انگلیسی: Doctor Sleep)، یک رمان در ژانر ترسناک است که توسط نویسنده آمریکایی، استیون کینگ، نوشته شده‌است. این رمان نخستین بار در تاریخ ۲۴ سپتامبر ۲۰۱۳ توسط چارلز اسکریبنرز سانز منتشر شد. دکتر اسلیپ دنباله‌ای بر رمان درخشش (۱۹۷۷) است و داستان سال‌ها بعد از وقایع رمان نخست رخ می‌دهد. دکتر اسلیپ با واکنش مثبت منتقدان همراه بود. رمان برای مدتی در صدر فهرست کتاب‌های پرفروش نیویورک تایمز قرار داشت و برنده جوایز برام استوکر شد.
اقتباس سینمایی این رمان با عنوان دکتر اسلیپ به کارگردانی مایک فلنگن در سال ۲۰۱۹ منتشر شد.